# Eriogyna
Eriogyna — род ночных бабочек из семейства павлиноглазок.

## Описание
Передние крылья с плавной выемкой вдоль костального края и по наружному краю перед вершиной. На переднем крыле жилка R, отсутствует; R2 и R3 начинаются на общем стебельке, примерно такой же длины как свободная часть R3.Жидка М2 находится на общем стебле с R5+M1 и отходит перед вершиной дискальной ячейки. Основной фон крыльев серовато-белый. Глазчатые пятна на передних и задних крыльях овальной формы, на передних крыльях заметно крупнее, чем на задних. Усики у обоих полов перистые.

## Ареал
Северная граница глобального ареала представителей рода проходит по Северной Корее, охватывая Юго-Восточную Азию и Индию.

## Интересно
В XIX - начале XX века шёлк бабочек рода Eriogyna использовался в Китае для производства рыбной лески, поэтому таких бабочек искусственно разводили вплоть до долины реки Амур, с чем связано несколько находок залетевших бабочек, пойманных близ Хабаровска. К середине XX века, с появлением рыбной лески из синтетических материалов, разведение их прекратили, и поэтому сейчас встретить представителей этого рода на территории юго-востока России нельзя.

## Виды
- Eriogyna pyretorum (Westwood, 1847)
- Eriogynа koreanis (Brechlin, 2009)
- Eriogyna cameronensis Lemaire 1979